# Liz Berube
Elizabeth Safian Berube (7 de enero de 1943 - 15 de enero de 2021) fue una dibujante de cómics estadounidense, conocida por sus cómics románticos para DC Comics en la década de 1970. Firmando su obra simplemente como "Elizabeth", su arte moderno y estilizado se utilizó para ilustrar artículos de moda, páginas de horóscopos, sumarios y otras diversas piezas ornamentales. También fue una prolífica colorista, primero para Archie Comics y luego para DC. A lo largo de su carrera, trabajó en libros infantiles, tarjetas de felicitación y otros encargos.

## Biografía
Berube nació en Brooklyn, Nueva York, donde recibió la influencia de Pogo y EC Comics, así como de la película Fantasía. Las influencias de las bellas artes incluyeron a Alphonse Mucha y los movimientos Art Decó y Art Nouveau.
Asistió a la escuela secundaria Martin Van Buren en Queens (graduándose a los 16 años en 1959), donde comenzó una tira cómica para el periódico escolar, que ha sido continuada por diferentes estudiantes hasta el día de hoy. Estudió caricatura en la Escuela de Artes Visuales de Nueva York de 1959 a 1961.
Después de dejar SVA, Berube se convirtió en colorista y editora asistente de Archie Comics, y continuó en esa editorial en varios puestos independientes hasta 1975. A principios de la década de 1960, conoció al editor de DC Jack Adler, quien más tarde la incorporó a la editorial.
A fines de la década de 1960, su tira periodística, Karen, (atribuida a su nombre de soltera "Elizabeth Ann Safian") fue publicada por Newsday Syndicate  en 40 periódicos en su apogeo.  Berube había llamado a Karen "mi alter ego". 
En 1969 comenzó a trabajar en la línea de cómics románticos de DC, aportando arte más moderno y estilizado al género, que todavía se dibujaba en el estilo realista que se había parodiado (en particular por Roy Lichtenstein) en Pop Art. Una de las pocas mujeres en el campo,  Berube trabajó en títulos como Date with Debbi, Falling in Love, Girls' Love Stories, Girls' Romances, Heart Throbs, Secret Hearts, Young Love y Young Romance. En algún momento durante este período, a Berube le ofrecieron el puesto de editora de toda la línea, pero como madre soltera de veintitantos años, prefirió la flexibilidad de trabajar desde casa que le permitían dibujar y colorear, y lo rechazó. La línea romántica de DC cerró unos años más tarde; Berube fue la última colaboradora femenina.
Desde mediados de los 70 hasta los 80, Berube trabajó como colorista, principalmente para DC. Era conocida por mezclar sus propios tonos y marcar las combinaciones para los separadores de impresión. También coloreó para Continuity Studios de Neal Adams a mediados y finales de los 80. Berube atribuye a Jack Adler y Corey Adams (esposa de Neal Adams) el mérito de haberle enseñado las técnicas de coloreado de cómics.

## Vida personal y muerte
Su hijo David nació en 1965; lo crio como madre soltera. En 1981, Berube se mudó de la ciudad de Nueva York a Maine. Regresó a Nueva York a mediados de la década de 1980.  En 1999, Berube se mudó a Bandon, Oregón, y para 2001 se había mudado a Jerome, Arizona. Posteriormente vivió en Scottsdale, Arizona.
Berube falleció el 15 de enero de 2021.